# Carataunas

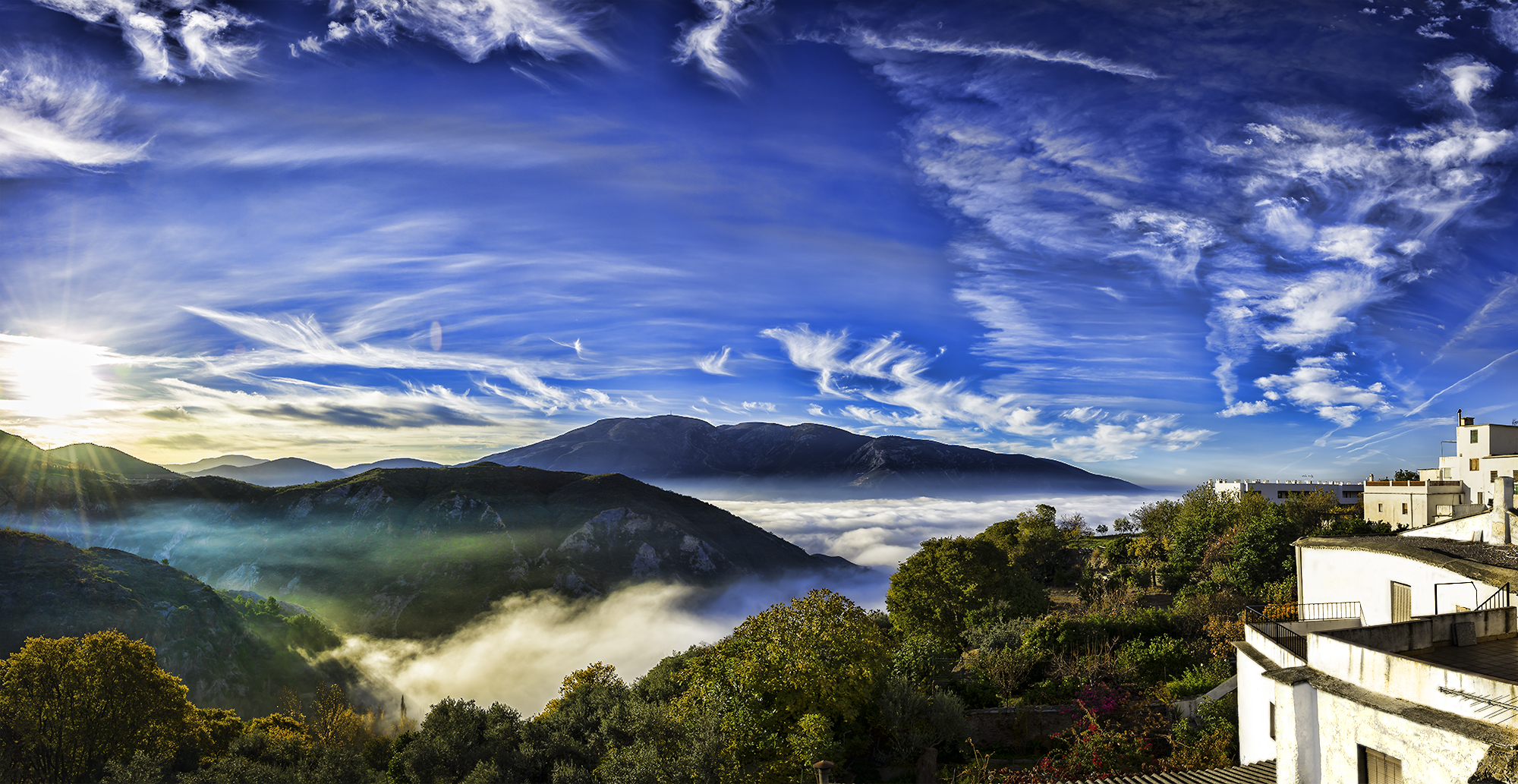
Paisaje en Carataunas

Carataunas es una localidad y municipio español situado en la parte centro-oeste de la comarca de la Alpujarra Granadina, en la provincia de Granada, comunidad autónoma de Andalucía. Limita con los municipios de Órgiva, Cáñar, Soportújar, Pampaneira y La Taha. Por su término discurren los ríos Chico y Poqueira.

## Geografía

### Ubicación
El municipio carataunero comprende los núcleos de población de Carataunas y Las Cañadillas, más conocido como Padre Eterno, y situado a unos 4 km del primero, no siendo perceptible desde el mismo por la interposición de una pequeña elevación del terreno llamada Lomilla del Aire, donde desde tiempos inmemorables se encuentra una pequeña ermita dedicada a la veneración de la imagen del Padre Eterno (de la forma de este icono sólo existen una o dos imágenes). Las características de este son muy peculiares, pues son sus cortijos muy antiguos y hechos con piedra autóctona, aunque muchos de ellos están blanqueados y adornados con tinaos en sus entradas.[cita requerida] 
Se encuentra a una distancia de 58 km de Granada capital (se accede desde la A-348, en la cual se encuentra el desvío por el que se llega a la A-330 carretera comarcal; esta es de montaña). Separan a Carataunas de Motril 41 km.
Carataunas, con sus 4,66 km², es el municipio con menor superficie de La Alpujarra. Se extiende de forma alargada desde el río Chico al noroeste hasta el río Poqueira al sudeste.
| Noroeste: Cáñar  | Norte: Soportújar | Noreste: Soportújar y Pampaneira |
| Oeste: Órgiva    | Puntos cardinales | Este: Pampaneira                 |
| Suroeste: Órgiva | Sur: Órgiva       | Sureste: La Taha y Órgiva        |

## Demografía
Carataunas cuenta con una población de 227 habitantes (INE 2024).
| Gráfica de evolución demográfica de Carataunas entre 1842 y 2021                                                    |
| |
| Población de derecho según los censos de población del INE Población de hecho según los censos de población del INE |

| Nacionalidad | Hombres | Mujeres | Total | %      | Proporción |
| ------------ | ------- | ------- | ----- | ------ | ---------- |
| Española     | 79      | 67      | 146   | 72.6 % |            |
| Extranjera   | 32      | 23      | 55    | 27.3 % |            |

Según el Instituto Nacional de Estadística de España, en el año 2021 Carataunas contaba con 200 habitantes censados, lo que lo convierte en el tercero menos poblado de la comarca alpujarreña, después de Lobras y Juviles.
Los cortijos del diseminado Las Cañadillas (Padre Eterno) fueron abandonados por sus habitantes originales tras la posguerra, emigrando sus habitantes a otras regiones como Navarra y Cataluña, incluso al extranjero como en Alemania. En los años 1980 aún residían algunas familias que vivían en una economía de subsistencia muy precaria, sin agua potable, aseos en las casas o educación cercana para los más pequeños. Con la llegada de los hippies de los finales de los años 1970 y principios de los 1980 se comenzaron a recuperar esos cortijos abandonados, ante la sorpresa de los nativos que vendieron sus propiedades aliviados por la posibilidad de salir de una vida tan dura.[cita requerida] Ahora la mayor parte de la escasa población de Carataunas que habita todo el año en el término municipal se encuentra en el enclave de Las Cañadillas, contando esta pedanía con la mayor parte de habitantes y niños del municipio.

## Administración y política
Los resultados en Carataunas de las últimas elecciones municipales, celebradas en mayo de 2023, son:
| Elecciones Municipales - Carataunas (2023) | Elecciones Municipales - Carataunas (2023) | Elecciones Municipales - Carataunas (2023) | Elecciones Municipales - Carataunas (2023) | Elecciones Municipales - Carataunas (2023) |
| Partido político                           | Partido político                           | Votos                                      | Votos                                      | Concejales                                 |
| ------------------------------------------ | ------------------------------------------ | ------------------------------------------ | ------------------------------------------ | ------------------------------------------ |
|                                            | Partido Popular (PP)                       | 113                                        | 82,40 %                                    | 5                                          |
|                                            | Partido Socialista Obrero Español (PSOE)   | 3                                          | 4,62 %                                     | 0                                          |